# Harald IV di Norvegia
Harald IV di Norvegia, detto anche Harald Gille o Harald Gillekrist, (1103 – 1136), è stato re di Norvegia dal 1130 al 1136.
Il suo soprannome deriva molto probabilmente dall'irlandese Gilla Crist, cioè "servo di Cristo".

## Biografia
Era figlio di Magnus III di Norvegia e di una donna irlandese e nacque in Irlanda.
Attorno al 1127, andò in Norvegia e dichiarò di essere un figlio di re Magnus III, che aveva visitato l'Irlanda poco prima della sua morte nel 1103, e di conseguenza un fratellastro del re regnante, Sigurd I di Norvegia.
La presunta relazione tra suo padre e una donna irlandese venne riconosciuta da Sigurd a condizione che il fratellastro non avanzasse il diritto ad alcuna parte al governo del regno durante la sua vita o quella di suo figlio Magnus.
Visse in rapporti amichevoli con il re, e Harald mantenne presente il loro accordo fino alla morte di Sigurd nel 1130.
Harald era in Tønsberg quando seppe della morte di suo fratello. Convocò una riunione e decise di tenere al suo diritto al trono. Re Magnus fu così costretto a dividere il regno con Harald in due parti.
Governarono il paese in pace per qualche tempo, ma dopo quattro anni di pace difficile, Magnus iniziò a prepararsi per la guerra contro Harald. Il 9 agosto 1134 Harald venne sconfitto a Färlev in Bohuslän, e dovette fuggire in Danimarca.
Successivamente Magnus sciolse il suo esercito e si recò a Bergen per trascorrere l'inverno. Harald ritornò in Norvegia con un nuovo esercito trovando poca opposizione, così che raggiunse Bergen prima di Natale. Dal momento che Magnus aveva pochi uomini, la città cadde facilmente per mano di Harald il 7 gennaio 1135. Magnus fu catturato e detronizzato.
Harald governò da solo il paese fino al 1136, quando fu ucciso da Sigurd Slembedjakn, un altro figlio bastardo di Magnus III.
Harald era sposato con Ingrid Ragnvaldsdottir, da cui ebbe un figlio:
- Inge I di Norvegia.

Ebbe inoltre altri tre figli con altre donne:
- Sigurd,
- Øystein,
- Magnus.

Tutti e quattro figli furono in seguito re di Norvegia.
Ebbe inoltre tre figlie illegittime:
- Brigida, regina di Svezia e sposa di Magnus II Henriksen di Svezia;
- Maria;
- Margherita.

## Ascendenza
|                        |   |                      | Genitori                  |  |  | Nonni |  |  | Bisnonni               |  |  | Trisnonni  |  |
|                        |   |                      |                           |  |  |       |  |  | Harald III di Norvegia |  |  | Sigurd Syr |  |
|                        |   |                      |                           |  |  |       |  |  | Harald III di Norvegia |  |  | Sigurd Syr |  |
|                        |   | Åsta Gudbrandsdatter |                           |  |  |       |  |  | Harald III di Norvegia |  |  |            |  |
| Olaf III di Norvegia   |   |                      |                           |  |  |       |  |  | Harald III di Norvegia |  |  |            |  |
|                        |   | Tora Torbergsdatter  | Torberg Arnesson di Giske |  |  |       |  |  |                        |  |  |            |  |
|                        |   | Tora Torbergsdatter  | Torberg Arnesson di Giske |  |  |       |  |  |                        |  |  |            |  |
|                        |   | Tora Torbergsdatter  | Ragnhild Erlingsdatter    |  |  |       |  |  |                        |  |  |            |  |
| Magnus III di Norvegia |   | Tora Torbergsdatter  |                           |  |  |       |  |  |                        |  |  |            |  |
|                        |   | …                    | …                         |  |  |       |  |  |                        |  |  |            |  |
|                        |   | …                    | …                         |  |  |       |  |  |                        |  |  |            |  |
|                        |   | …                    | …                         |  |  |       |  |  |                        |  |  |            |  |
| …                      |   | …                    |                           |  |  |       |  |  |                        |  |  |            |  |
|                        |   | …                    | …                         |  |  |       |  |  |                        |  |  |            |  |
|                        |   | …                    | …                         |  |  |       |  |  |                        |  |  |            |  |
|                        |   | …                    | …                         |  |  |       |  |  |                        |  |  |            |  |
| Harald IV di Norvegia  |   | …                    |                           |  |  |       |  |  |                        |  |  |            |  |
|                        | … | …                    |                           |  |  |       |  |  |                        |  |  |            |  |
|                        | … | …                    |                           |  |  |       |  |  |                        |  |  |            |  |
|                        | … | …                    |                           |  |  |       |  |  |                        |  |  |            |  |
| …                      | … |                      |                           |  |  |       |  |  |                        |  |  |            |  |
|                        |   | …                    | …                         |  |  |       |  |  |                        |  |  |            |  |
|                        |   | …                    | …                         |  |  |       |  |  |                        |  |  |            |  |
|                        |   | …                    | …                         |  |  |       |  |  |                        |  |  |            |  |
| …                      |   | …                    |                           |  |  |       |  |  |                        |  |  |            |  |
|                        |   | …                    | …                         |  |  |       |  |  |                        |  |  |            |  |
|                        |   | …                    | …                         |  |  |       |  |  |                        |  |  |            |  |
|                        |   | …                    | …                         |  |  |       |  |  |                        |  |  |            |  |
| …                      |   | …                    |                           |  |  |       |  |  |                        |  |  |            |  |
|                        |   | …                    | …                         |  |  |       |  |  |                        |  |  |            |  |
|                        |   | …                    | …                         |  |  |       |  |  |                        |  |  |            |  |
|                        |   | …                    | …                         |  |  |       |  |  |                        |  |  |            |  |
|                        |   | …                    |                           |  |  |       |  |  |                        |  |  |            |  |